# Jecenye
Jecenye (1886-ig Jaszena, szlovákul: Jasenie) község Szlovákiában, a Besztercebányai kerületben, a Breznóbányai járásban.

## Fekvése
Breznóbányától 20 km-re északnyugatra fekszik.

## Története
A régészeti leletek tanúsága szerint a település területe már a római korban is lakott volt.
Első írásos említése 1250-ben „Jechene” alakban történik, az első kétségtelen adat a falu létezéséről azonban csak Zsigmond király 1424-ben kibocsátott oklevelében található „Jechene” alakban. 1455-ben „Jezen”, 1465-ben „Jassena”, 1512-ben „Jesene” alakban szerepel oklevélben. Kezdetben a zólyomlipcsei váruradalom része volt, később a besztercebányai bányakamarához tartozott, határában ugyanis drágakövet bányásztak. A 17.-19. században vashámor működött a területén, mely a Garami kohászati komplexum része volt. Lakói elsősorban a helyi üzemekben dolgoztak, ezen kívül fuvarozással és állattartással is foglalkoztak.
A 18. század végén Vályi András így ír róla: „JESZENA. vagy Jeszenye. Tót falú Zólyom Várm. földes Ura a’ Liptsei Bányászi Kamara, fekszik Predajnához közel, mellynek filiája.”
1828-ban 102 házában 785 lakosa élt. A 19.-20. században nagyon elterjedt volt a csipkeverés is.
Fényes Elek 1851-ben kiadott geográfiai szótárában így ír a faluról: „Jeszena, tót falu, Zólyom vmegyében, a Garan fő völgyétől éjszakra huzódó keskeny völgyben, ut. p. Beszterczbánya. Van itt 22 1/2 urb. telek. Allodiuma az erdőnél egyéb nincs, melly 5032 hold. Sovány földje zabot, burgonyát, kis részben rozsot terem. Lakja 989 r. kath. helybeli templommal és iskolával. Van egy Jeszena nevü patakja, savanyuviz-forrása, s több vasbányája és gyára. Végre szándékban van Liptó vmegyébe át egy földalatti utat (tunnelt) áttörni, mellyen keresztül a bányákhoz megkivántató fát fuvarozandják. Birja a k. kamara.”
A trianoni diktátumig Zólyom vármegye Breznóbányai járásához tartozott.
A szlovák nemzeti felkelés idején határában volt a partizánok egyik legfontosabb tábora.

## Népessége
| Év:            | 1994. | 2004.   | 2014.   | 2024.   |
| -------------- | ----- | ------- | ------- | ------- |
| Emberek száma: | 1188  | 1104    | 1197    | 1154    |
| Eltérés:       |       | -7,07 % | +8,42 % | -3,59 % |

| Év:            | 2023. | 2024.   |
| -------------- | ----- | ------- |
| Emberek száma: | 1140  | 1154    |
| Eltérés:       |       | +1,22 % |

1910-ben 1135, túlnyomórészt szlovák anyanyelvű lakosa volt.
2001-ben 1116 lakosából 1112 szlovák volt.
2011-ben 1171 lakosából 1123 szlovák volt.

## Nevezetességei
- Alexandriai Szent Katalin tiszteletére szentelt római katolikus temploma 1765-ben épült barokk stílusban. Késő reneszánsz oltára 1661-ben készült. 1897-ben megújították.
- Barokk harangláb a 18. századból.
- A Szent Kereszt kápolna 1835-ben épült.
- Bunkerek a Lomniszt-völgyben.
- Szlovák nemzeti felkelés emléktáblája.

## Külső hivatkozások
- Községinfó
- Jecenye Szlovákia térképén
- Jecenye a régió honlapján
- E-obce.sk Archiválva 2008. február 15-i dátummal a Wayback Machine-ben